# Ipomoea pes-caprae
Ipomea pes-caprae, conhecido popularmente como salsa-da-praia e pé-de-cabra, é uma espécie de planta bastante comum no litoral de regiões tropicais e subtropicais. São plantas herbáceas, reptantes e halófitas da família taxonômica Convolvulaceae. Seu caule estende-se pelo terreno arenoso, emitindo raízes pivotantes em série, de modo que é possível erguer partes do corpo do organismo que permanecem "soltas", sendo considerada responsável pela fixação de dunas e areias litorâneas. 
Seu nome em latim pes-caprae vem de "pé de cabra", devido à forma que suas folhas apresentam - os folíolos bilobados formam um "V", lembrando a ponta do pé de cabra. Apresenta vistosas flores azuladas ou albas e fruto capsular. Possui látex.

## Uso medicinal
Também conhecida como "salsa-da-praia", cujo nome pode indicar sua semelhança à salsaparrilha febrífuga (Smilax officinalis L.) ou à salsa(o), chorão, o salgueiro-branco (Salix alba). É também usada na medicina popular por suas propriedades analgésicas, anti-inflamatórias e cicatrizantes. Em análise por cromatografia, há indicação da presença de isoquercitrina concentrada em suas folhas, não sendo identificada a quercetina em todas as amostras. A análise química para compostos polifenólicos, revelou que as folhas, caules, bem como a planta inteira possuem composição semelhante, porém indicou que, nas folhas, são quantitativamente superiores as concentrações da isoquercitrina. Quanto aos flavonoides totais, a presença é abundante nas folhas.
O isolamento, identificação e delimitação de efeitos antinociceptivos de diversos constituintes de I. pes-caprae, como a glochidona, ácido betulínico, acetato de α- e β-amirina, a referida isoquercitrina, foram obtidas de extrato metanólico e das frações acetato de etila e aquosa, das partes aéreas da planta, que exibem efeitos antinociceptivos significantes em dois modelos clássicos de dor em camundongo confirmando, pelo menos em parte, o seu uso popular no tratamento de processos dolorosos e inflamatórios.
Entre outras espécies do gênero (Ipomoea), podem, ainda, ser citadas, por seu efeito farmacológico no sistema nervoso, a jalapa ou batata-de-purga Ipomoea purga (analgésica, anti-inflamatória, depurativa, laxante e purgativa) e a Ipomoea purpurea, que se confunde com a Ipomoea tricolor ou violácea, ambas conhecidas como Glória-da-Manhã (Morning Glory) na busca de identificação com a planta considerada mágico-medicinal conhecida na cultura asteca como badoh negro, tlitlitzin e/ou ololiuhqui segundo Shultes e  Hofmann (2010) . Atualmente, da I. purpúrea e/ou I. violácea, se prepara uma essência floral que, entre outras indicações, auxilia no controle da dependência de drogas e desorganização de hábitos.

## Galeria

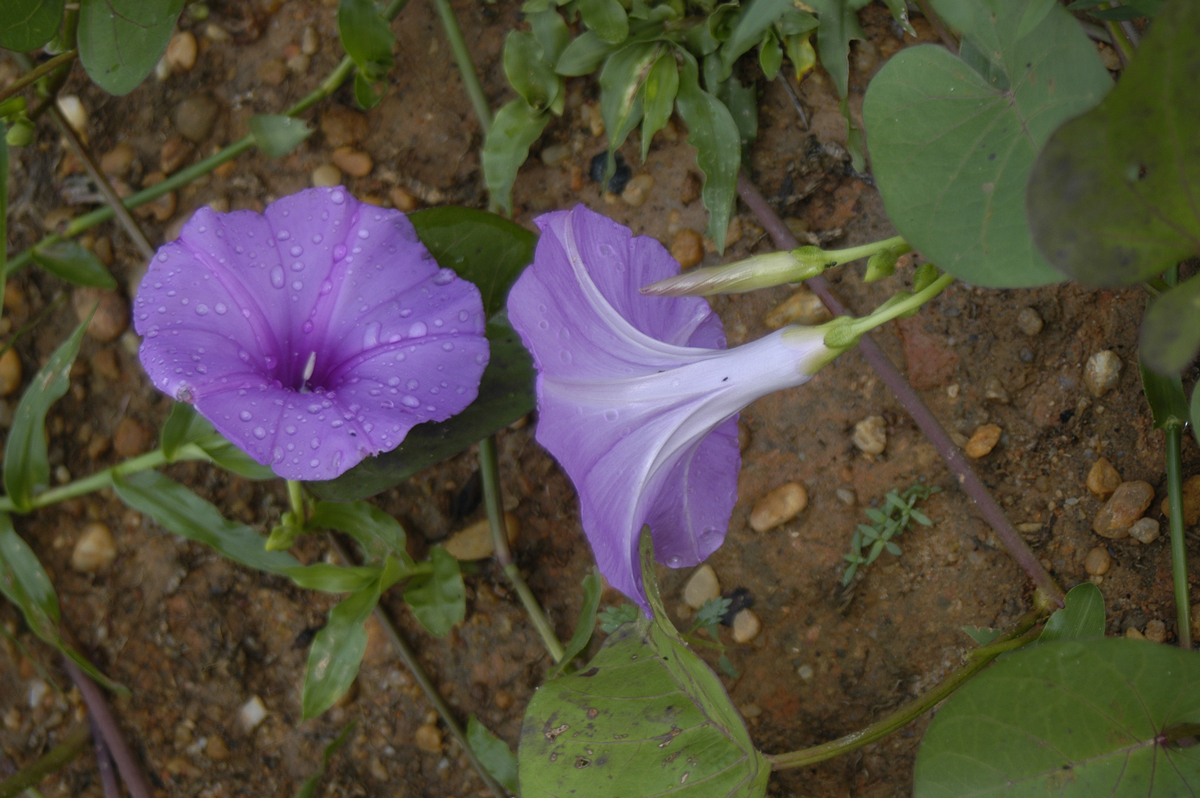
Em Salvador, na Bahia, no Brasil
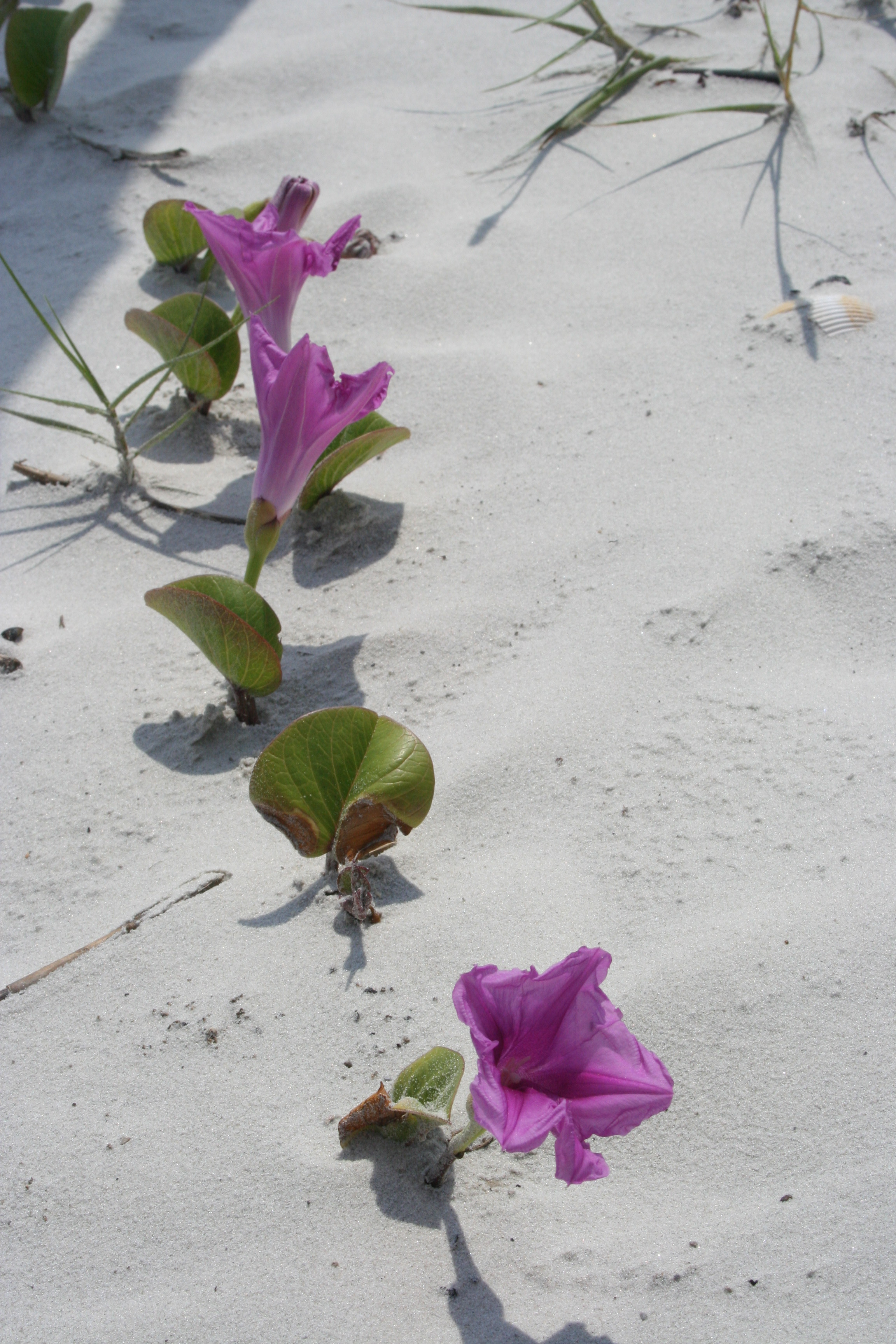
Na Flórida, nos Estados Unidos
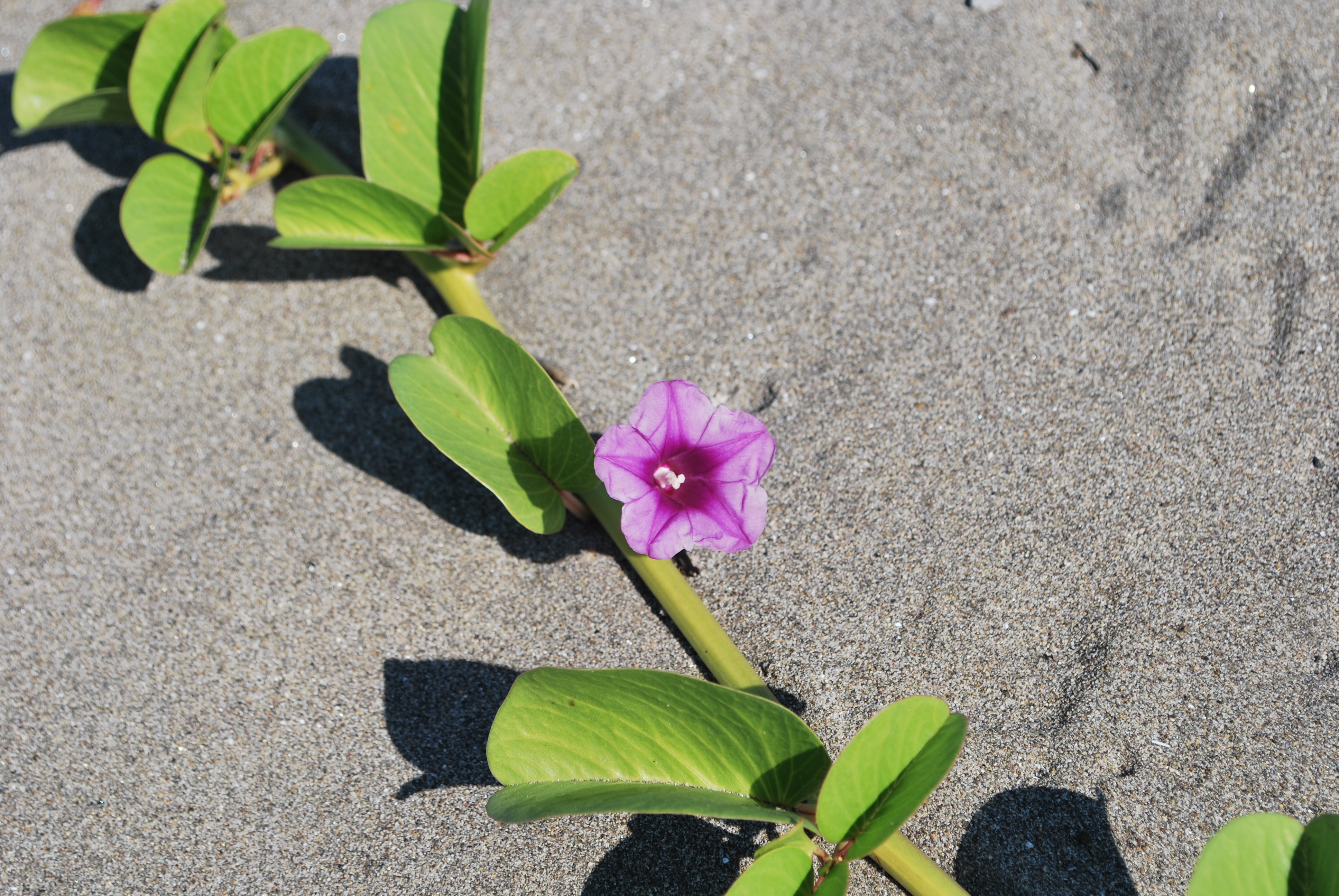
Em Boca del Cielo, em Chiapas
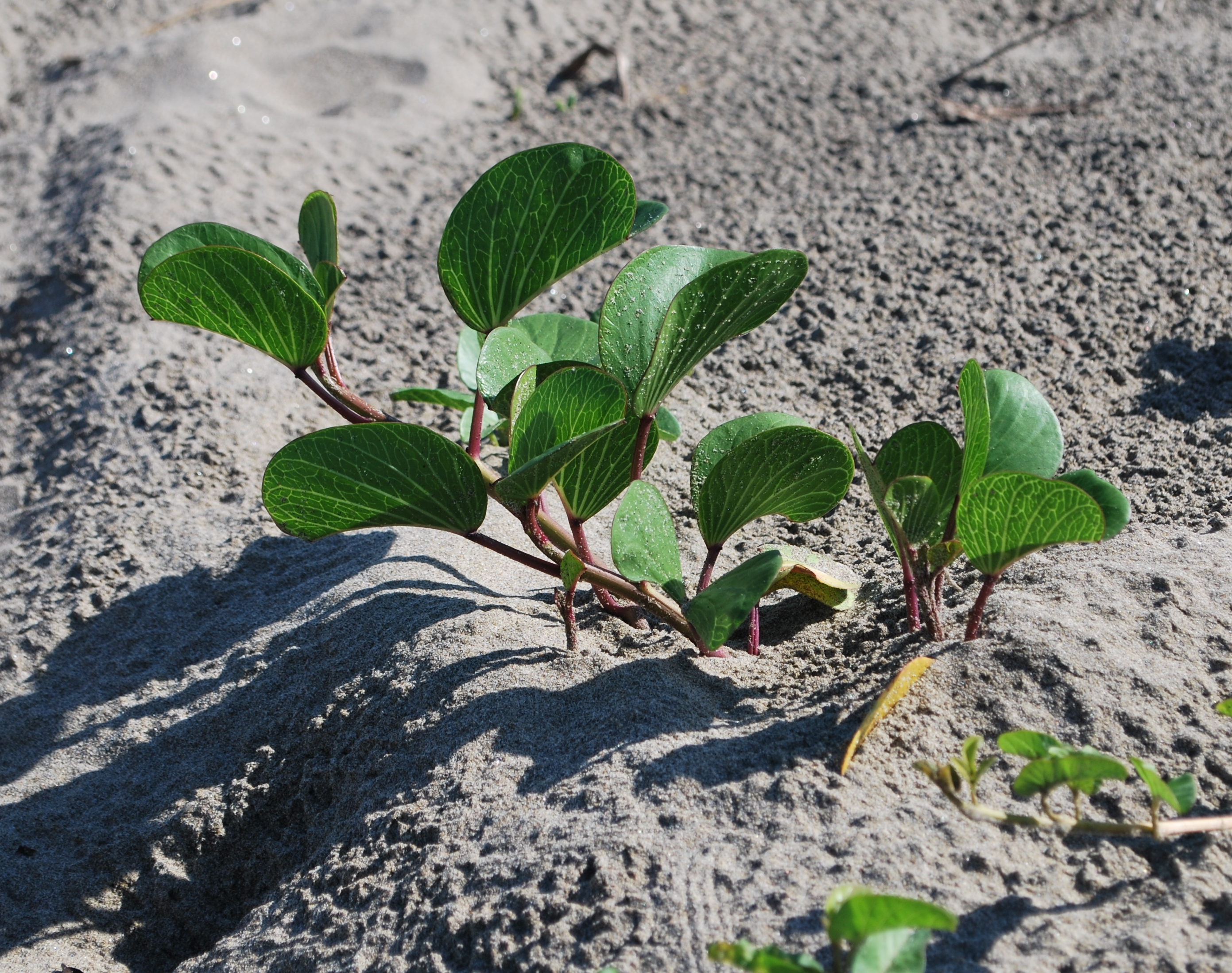
Em Varadero Beach, em Paraíso, em Tabasco
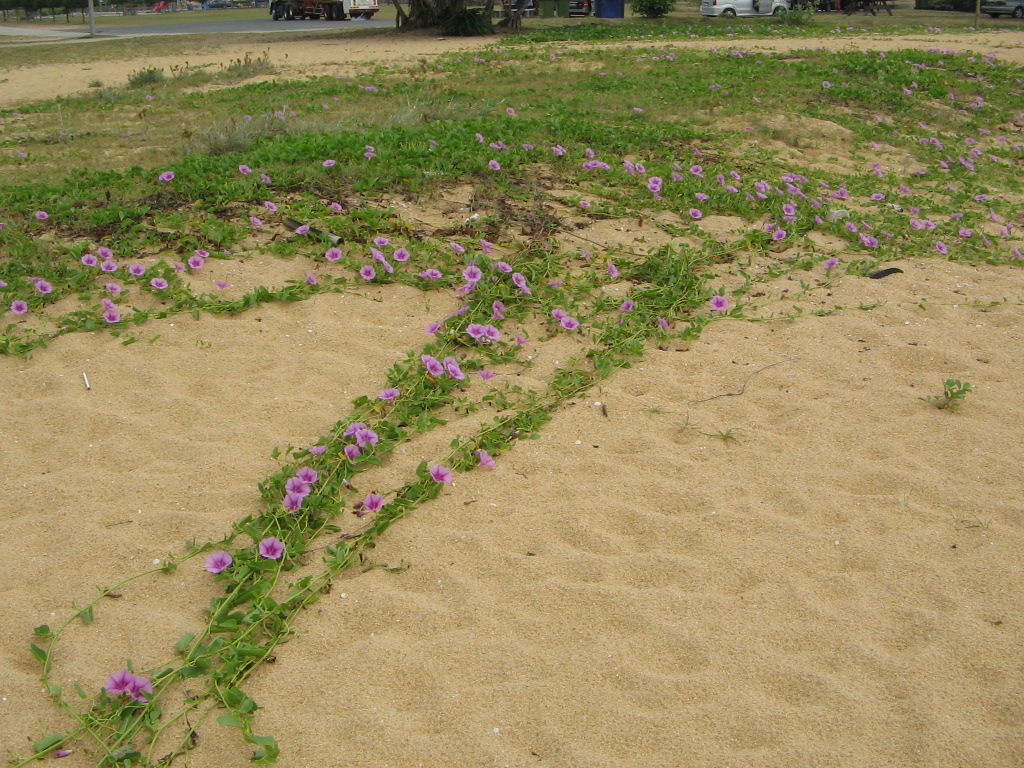
Em Pokok tapak kuda, na Insulíndia
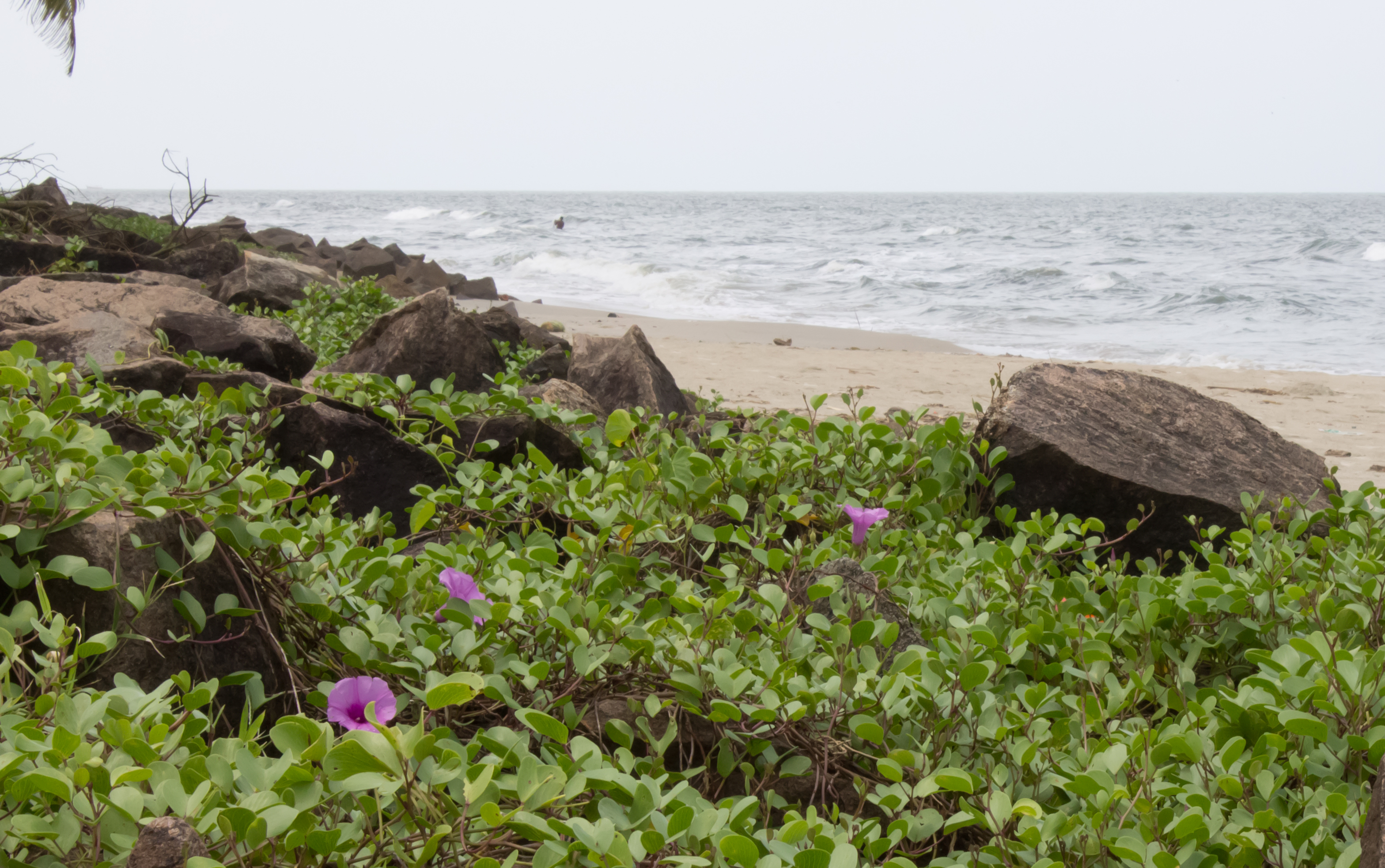
Em Alappuzha, em Kerala, na India.
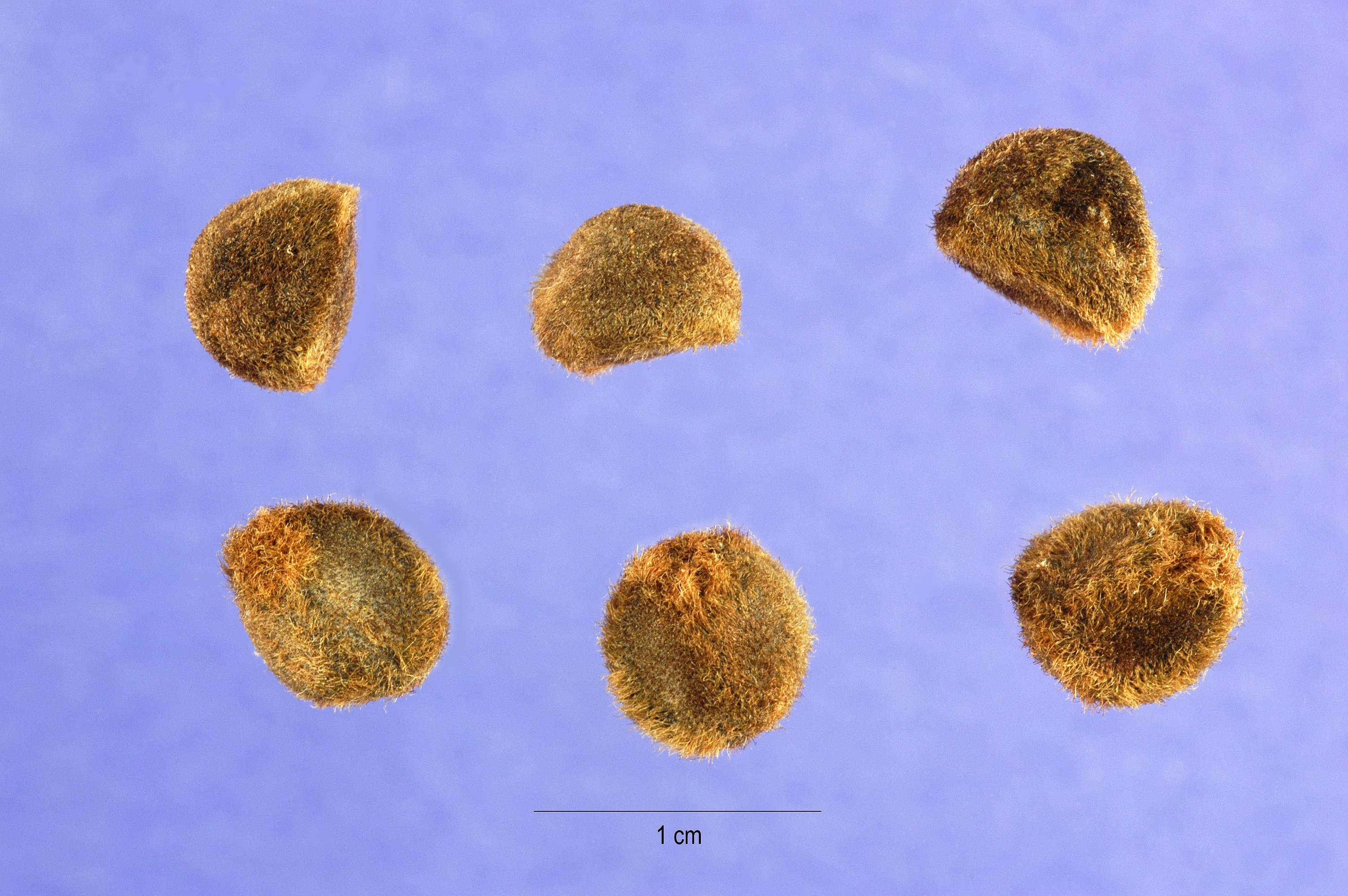
Sementes
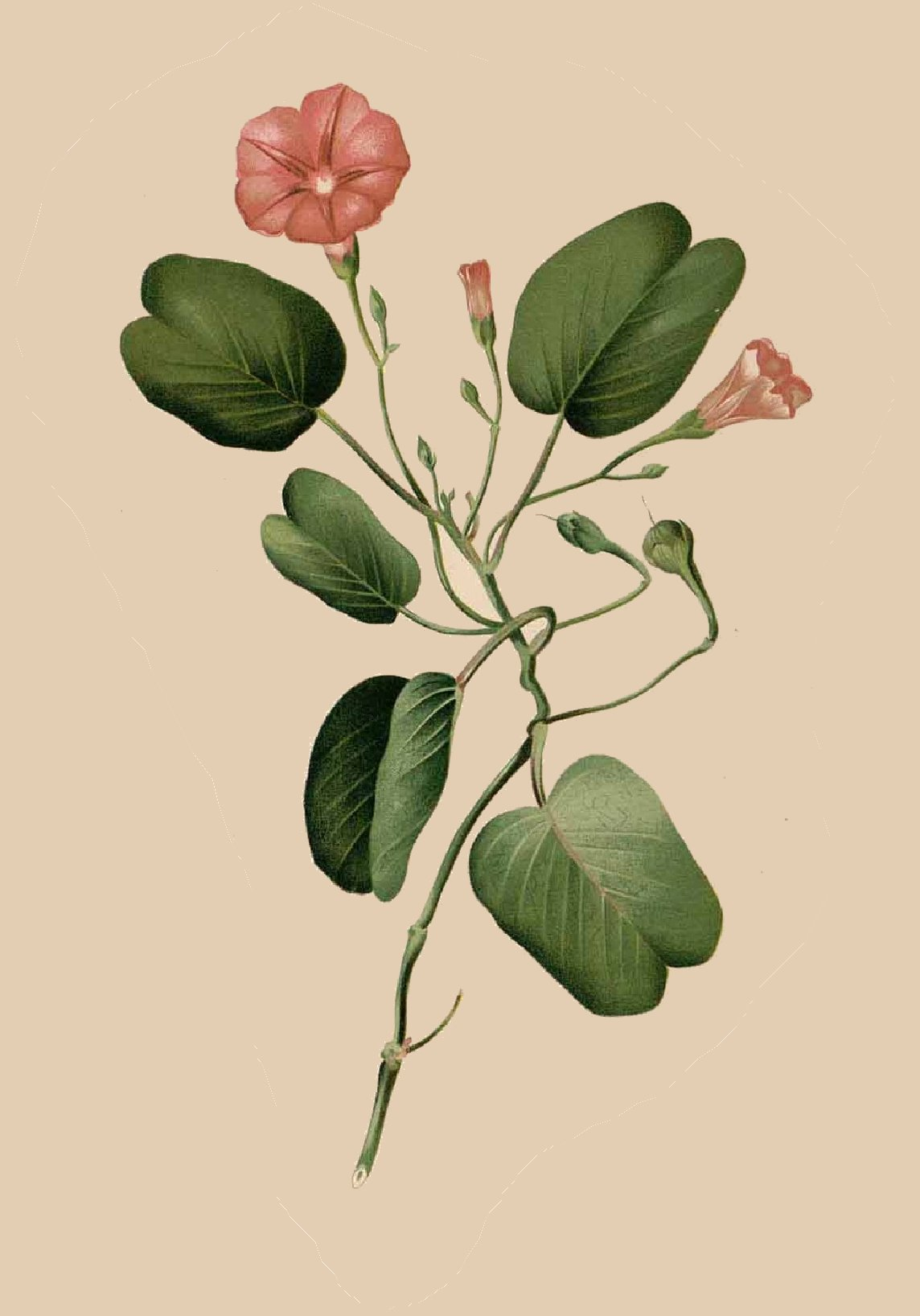
Ipomoea pes-caprae var.